# Wargaastermeer
Het (De Groote) Wargaastermeer, thans de Wargaastermeerpolder, is een droogmakerij en polder ten zuiden van het Friese dorpje Warga.
De 220 ha grote polder viel in 1633 droog op initiatief van de Amsterdamse koopman Paulus Jansz. Kley.